# Herman van Veen (II)
Herman van Veen (II) is het tweede studioalbum van Herman van Veen, verschenen in 1969. 

## Nummers
| Nr. | Titel                                                | Schrijver(s)                                                 | Duur |
| --- | ---------------------------------------------------- | ------------------------------------------------------------ | ---- |
| 1.  | Cirkels (The windmills of your mind)                 | Alan Bergman, Marilyn Bergman, Michel Legrand, Rob Chrispijn | 2:49 |
| 2.  | Op elke bruiloft huil ik (I love to cry at weddings) | Cy Coleman, Dorothy Fields, Seth Gaaikema                    | 1:56 |
| 3.  | Adieu café                                           | Herman van Veen, Willem Wilmink                              | 3:50 |
| 4.  | Suzanne (Suzanne)                                    | Leonard Cohen, Rob Chrispijn                                 | 3:55 |
| 5.  | Optimist-Pessimist (Elle A, Elle A Pas)              | Dick Poons, Eddy Marnay, Michel Legrand, Robert Smit         | 1:49 |
| 6.  | Dan pas                                              | Laurens van Rooyen, Herman van Veen                          | 1:17 |

| 1.                 | Carnaval naar Santiago (Santiago)                              | Arno Guldemond, Jean Ferrat, Robert Smit            | 2:40 |
| 2.                 | Liefde van later (La Chanson Des Vieux Amants)                 | Jacques Brel, Lennaert Nijgh                        | 3:29 |
| 3.                 | Muzikale droom                                                 | Erik van der Wurff, Herman van Veen, Marijke Morley | 2:07 |
| 4.                 | De boer uit Zwitserland                                        | Laurens van Rooyen, Herman van Veen                 | 4:07 |
| 5.                 | Een ochtend vol van liefde (Hey, that's no way to say goodbye) | Leonard Cohen, Rob Chrispijn                        | 2:11 |
| 6.                 | Ik wil jou (I Want you)                                        | Bob Dylan, Rob Chrispijn                            | 2:46 |
| Totale duur: 32:56 |                                                                |                                                     |      |